# Famille nombreuse (film, 1934)
Pour les articles homonymes, voir Famille nombreuse (homonymie).
Pour plus de détails, voir Fiche technique et Distribution.
Famille nombreuse est un film français réalisé par André Hugon, sorti en 1934.

## Fiche technique
- Titre original : Famille nombreuse
- Réalisation : André Hugon
- Scénario et dialogues : Paul Fékété
- Décors : Robert-Jules Garnier
- Photographie : Marc Bujard, Georges Kostal, Pierre Lebon, Jean Lalier
- Son : Marcel Royné
- Musique : Jacques Janin, Vincent Scotto, René Sylviano
- Société de production : Les Productions André Hugon
- Pays d'origine :  France
- Format : Noir et blanc - Mono
- Genre : Comédie
- Durée : 113 minutes
- Date de sortie : 
  - France : 26 octobre 1934

## Distribution
- Jeanne Boitel : Irène de Grange
- Georges Milton : Hector Follenfant et le commandant Hubert du Tranchant de l'Épée
- Janine Borelli : Marinette
- Christiane Isola : la cantinière
- Robert Le Vigan : l'adjudant-chef Sandri
- André Dubosc : le maître d'hôtel
- Adrien Le Gallo : l'inspecteur de l'hygiène
- Rivers Cadet : le médecin-chef
- Jean Sinoël : le vieux forain
- Louis Scott : le colonel
- Rachel Devirys
- Ariane Borg
- André Bervil : Dugland
- Henri Vilbert : l'adjudant Broche
- Alain : un fils Follenfant
- Armand Larcher
- Turcaret
- Paul Velsa